# トム・スタンデージ

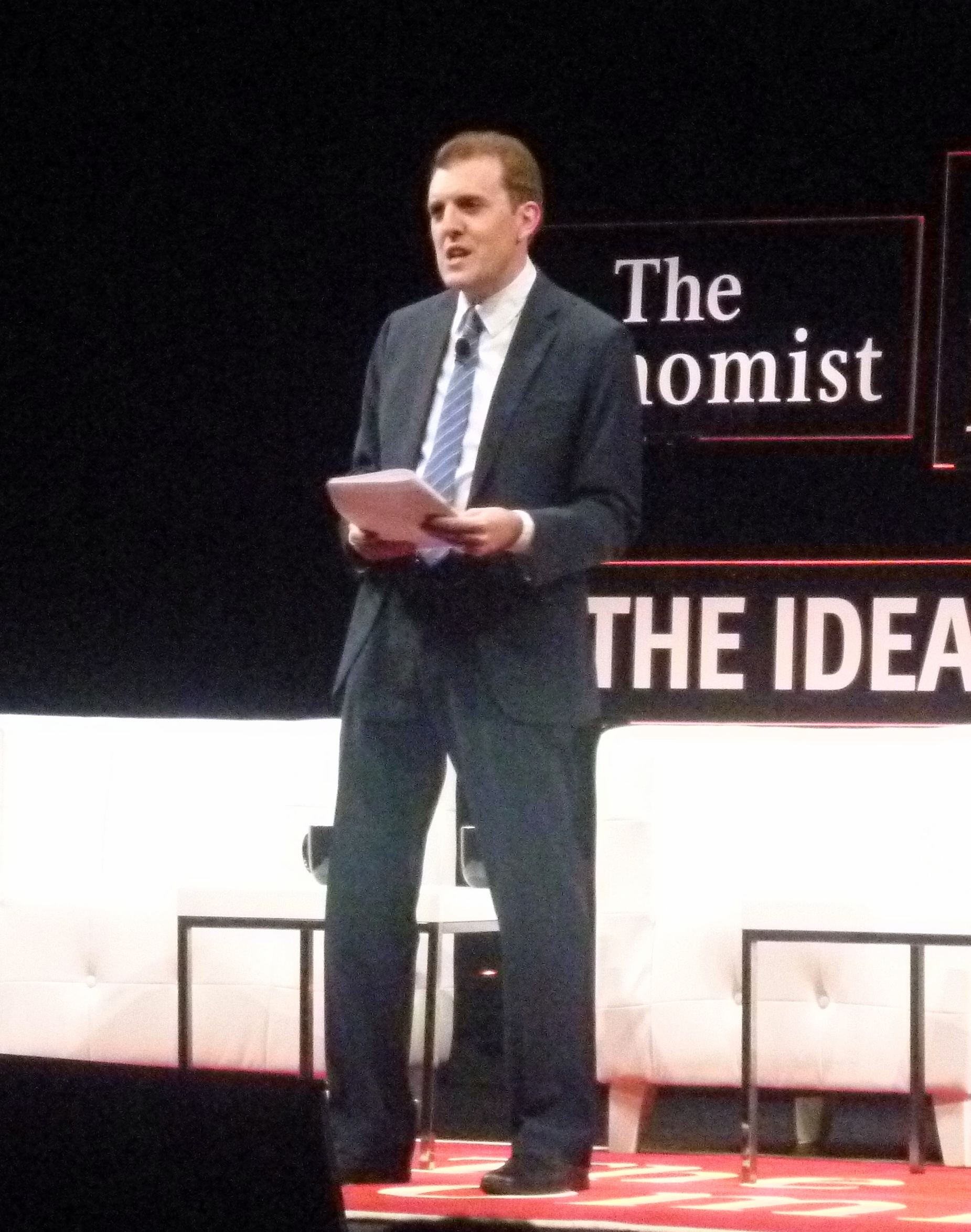
サンフランシスコで講演を行うスタンデージ（2012年）

トム・スタンデージ（Tom Standage, 1969年 − ） は、イギリスのジャーナリスト、作家、編集責任者。現在はエコノミスト紙の編集長ザニー・ミントン・ベドーズの下で副編集長を務めている。

## 略歴
スタンデージは、イギリス・ロンドン南東部のグリニッジ地区で、3人兄弟の長男として生まれた。オックスフォード大学のウスター・カレッジに通い、工学とコンピュータ科学を学んだ彼は、卒業後に「ガーディアン」および「デイリー・テレグラフ」の科学技術ライターとしてジャーナリズムのキャリアをスタートさせた。
1998年には科学特派員としてエコノミストに入社。その後テクノロジー編集者、ビジネス編集者を経て、デジタル編集者に任命された。現在は同紙の副編集長を務めているほか、同紙のデジタル戦略責任者として、ウェブサイト、アプリ、デジタルプラットフォームの編集長も務めている。

## 活動
主な執筆分野は、科学・技術・ビジネスで、それらの歴史的な類似点に基づいて執筆することが多い。『エコノミスト』の記事と調査をまとめたものや、電信の発展の歴史とそれに関連する社会的影響を描いた『ヴィクトリア朝時代のインターネット』を含む6冊の本を出版しており、うち4冊は邦訳されている。
また、イギリスのバンド・Sebastopolで、ドラマーとしても活動している。

## 著書
- The Victorian Internet（1998年）
  - 邦訳は『ヴィクトリア朝時代のインターネット（英語版）』NTT出版（2011年、ISBN 978-4-7571-0299-6）のちハヤカワ文庫NF（2024年、ISBN 978-4-15-050609-4）
- The Neptune File（2000年）
- The Turk: The Life and Times of the Famous Eighteenth-Century Chess-Playing Machine（2002年）
  - 邦訳は『謎のチェス指し人形「ターク」』NTT出版（2011年、ISBN 978-4-7571-4284-8）のちハヤカワ文庫NF（2024年、ISBN 978-4-15-050613-1）
- A History of the World in 6 Glasses（2005年）
  - 邦訳は『世界を変えた6つの飲み物』インターシフト（2007年、ISBN 978-4-7726-9507-7）のち『歴史を変えた6つの飲物』楽工社（2017年、ISBN 978-4-903063-80-5）
- The Future of Technology（2005年）
- An Edible History of Humanity（2009年）
  - 邦訳は『食べ物でたどる世界史（英語版）』楽工社（2024年、ISBN 978-4-903063-99-7）
- Writing on the Wall: Social Media—The First 2,000 Years（2013年）
- A Brief History of Motion: From the Wheel, to the Car, to What Comes Next（2021年）